# Ford Courier
 (mai 2023).
Si vous disposez d'ouvrages ou d'articles de référence ou si vous connaissez des sites web de qualité traitant du thème abordé ici, merci de compléter l'article en donnant les références utiles à sa vérifiabilité et en les liant à la section « Notes et références ».
Le Ford Courier est un nom utilisé sur différents modèles d'automobile du constructeur automobile américain Ford depuis 1952.

## Berline de livraison (1952 - 1960)
De 1952 à 1960, Ford a appliqué la plaque signalétique Courier au carrosserie berline de livraison. Conçu en tant que véhicule utilitaire (servant de précurseur au fourgonnette moderne); Ford a également offert une configuration similaire dérivée du pick-up F-Series appelée la berline de livraison à panneau.
C'était une berline de livraison sur la base de la gamme des breaks Ford de taille similaire. Son code de modèle était désigné comme 78A. Il y avait une mise à moteur avant et des roues arrière motrices.
De 1952 à 1956, l'accès à la zone de stockage arrière se faisait par une porte unique, articulée sur le côté (unique à la gamme de modèles). Pour 1957 et 1958, la porte d'accès arrière est une combinaison de porte "clapet" et d'un hayon étant connecté avec deux entretoises de liaison. Cette conception signifie que la porte arrière et la vitre arrière ont dû être divisées en trois sections, deux portions courbes extérieures et une pièce centrale.
En 1959, tous les Courier sont basés sur le très semblable Ranch Wagon Tudor à fenêtres et leur code de modèle a été renommé 59E.
La dernière année du Courier sur base de berline de livraison serait 1960 quand il resterait un break commercial, les deux modèles seront remplacés par la fourgonnette Ford Econoline pour 1961; la carrosserie berline de livraison deux portes a été déplacée vers la gamme du modèle compact Ford Falcon et offerte jusqu'en 1964.

## Modèles basés sur Mazda
Pour la production de 1972, Ford a relancé la plaque signalétique Courier après une interruption de 12 ans, l'appliquant à son premier pick-up compact, une version rebaptisée du Mazda Série B. Vendue dans le monde entier, la gamme de modèles était le premier produit commercialisé conjointement entre les deux fabricants, lançant une alliance qui durerait jusqu'à la production de 2020.

### Première génération (1972-1976)
Article principal: Mazda Série B
Au début des années 1970, le nom "Ford Courier" a été appliqué à un pick-up compact fabriqué par Mazda, le Mazda Série B. Il avait une plus grande économie de carburant que les gros pick-up de l'époque. Le Courier a été fabriqué par Toyo Kogyo (Mazda), et a été importé et vendu par Ford Motor Company comme une réponse à la popularité imprévue du petit Toyota Hilux et Datsun Truck en micros chez les jeunes acheteurs de l'Ouest. Il occupait le segment de marché précédemment détenu par le Ranchero, basé sur la Ford Falcon, lorsque cette plate-forme a été mise à niveau vers la plus grande Ford Fairlane en 1966.
Comme les autres mini-micros du temps, il a présenté un moteur quatre cylindres de 1 272 cm3 (1,3 L), une transmission manuelle à quatre vitesses, une traction arrière, une capacité de charge impressionnante de 635 kg compte tenu de sa taille, et une assez petite étiquette de prix par rapport aux micros en taille réelle de l'époque. Pour contourner les 25 % du taxe de poulet sur des camions légers, les Courier (comme Chevrolet LUV) ont été importés dans les configurations de "châssis-cabine", qui comprenait l'ensemble de camion léger, moins la boîte de cargaison ou lit de camion et n'ont été soumis à une 4e tarif. Un lit de camion serait fixé sur le châssis et le véhicule pourrait être vendu comme un camion léger.
La carrosserie était effectivement celle du Mazda Série B; Cependant, son style frontal était unique, avec une grille conçue pour émuler le plus grand Ford F-Series, et des grands phares simples à la place de la Série B des unités plus petites jumelles.
Lorsque le Courier a été introduit, il est venu standard avec un moteur de came de tête de 1,8 litre, qui produit 75 ch (55 kW) à 5 070 tr/min, et (125 N m) à 3 500 tr/min. Une transmission manuelle à quatre vitesses est standard, et il y avait aussi une transmission automatique à 3 vitesses. Une option de transmission manuelle à cinq vitesses a été introduite pour l'année modèle 1976.
Le badgeage du Courier a changé à quelques reprises dans la première génération. En 1972 et 1973, le hayon de lecture "Courier" en grandes lettres en relief, avec un petit badge "FORD" en haut à gauche. Les modèles sortis en 1972 ont un petit "Courier" badgé sur le devant de la hotte et de 1973 à 1976, le logo du capot indiquait "FORD". De l'année modèle 1974, le hayon de lecture "FORD" en grosses lettres, avec un petit "Courier" badge sur le coin inférieur droit. En 1976, la cabine a été allongée 76 mm, et la grille a reçu une garniture ajoutée.

### Deuxième génération (1977-1985)
À partir de 1977, Ford a donné le Courier un regard neuf, se déplaçant dans le style angulaire plus polyédrique qui est distinct de design automobile des années 1980. En 1979, le moteur de modèle de base a augmenté en taille à 1,8 litre (1 796 cm3).
Le camion était disponible avec des freins à disque à l'avant, ainsi qu'un moteur de 2,3 L construit par Ford (qui était le même que celui dans les Ford Pinto & Mustang II et Mercury Bobcat & Capri). La caractéristique essentielle du Courier de la Mazda B-Series l'identification était encore les phares singuliers, mais avec parc et les voyants placés encart à partir de 1978 (les modèles de 1977 avaient encore les feux de signalisation de tour dans le pare-chocs).
En 1979, le modèle de base a augmenté en taille à 2,0 litres (1 968 cm3). L'option Ford 2,3 L (2 294 cm3 cubes) de moteur a été produite au Brésil.
Le Courier n'a jamais été disponible avec un moteur diesel aux États-Unis. Cependant, le Mazda B2200 est disponible avec le S2, un moteur Perkins construit en 4 135 (4 cylindres, 2 212 cm3) avec un moteur diesel de 2,2 litres, produisant 67 ch (49 kW) à 2 100 tr/min. Ce même moteur diesel était disponible en 1983 et 1984 sur le Ford Ranger, mais il a été remplacé par le Mitsubishi 4D55T 2,3 litres Turbo Diesel (également utilisé dans le Mighty Max de Mitsubishi et le Dodge Ram 50) pour le Ford Ranger de 1985 à 1987.
Le Courier a continué à être vendu en Amérique du Nord jusqu'à l'année modèle 1982. Pour 1983, Ford a présenté sa propre Ford Ranger à remplir son segment de camion compact des États-Unis et le Canada, remplaçant efficacement le Courier. Cependant, dans d'autres marchés (comme l'Australie), cette génération de Courier a continué jusqu'à l'année civile 1985, lorsque la prochaine génération a été introduite. Modèles australiens ont reçu un lifting autour de 1982/1983.
Entre 1979 et 1982, un certain nombre de voitures électriques Ford Courier ont été produites. Jet Industries acheté "planeurs de véhicules" (les organismes du Ford Courier moins leurs moteurs), et mis dans un moteur à courant continu en série et batteries au plomb-acide, pour produire le Jet Industries ElectraVan 750. Ils ont été vendus principalement comme camions de service, généralement aux ministères locaux. Ils avaient une vitesse de pointe d'environ (113 km/h), et allaient de 80 à 97 km/h en pleine charge. Un certain nombre de ces véhicules existent encore, généralement avec des systèmes améliorés de commande de moteur et batteries de tension élevés.

### Troisième génération (1985-1998)
Coïncidant avec la refonte de 1985 du Mazda du B-Series/Proceed, le Courier a reçu une cabine plus spacieuse, plus moderne. Les nouvelles options incluses sont la transmission manuelle à 5 vitesses, les quatre roues motrices et un moteur V6. Pour la première fois, ils sont étendus et les cabines à quatre portes étaient disponibles.
D'une manière similaire au Ford Ranger nord-américain de devenir la plate-forme des donateurs pour le Ford Explorer SUV, un SUV serait fondé sur cette version du Courier. Par la marque Raider Ford (et les équivalents Mazda Proceed Marvie), il a été vendu de 1991 à 1997.

### Quatrième génération (1998-2007)
Article principal: Ford Ranger (international)
En 1998, Mazda a publié une refonte complète du Série B, Ford adoptant la plaque signalétique Ranger pour les pick-ups compacts produits par Mazda et produits par Ford. Ce Ranger était vendu dans le monde entier, à l'exception de l'Amérique du Nord (et de certains marchés d'Amérique latine).
Ford Australie a continué à utiliser la plaque signalétique Ford Courier, le vendant jusqu'en 2006 en Australie et en Nouvelle-Zélande.

## Modèles basés sur la Fiesta

### Europe (1991-2002)
La fourgonnette Ford Courier est dérivée d'une voiture du segment B a été lancé en Europe en 1991 avec un moteur avant, une configuration à traction avant et un moteur essence OHV de 1,3 litre ou un moteur diesel OHC de 1,8 litre. Basé sur la plate-forme BE-2 de Ford également utilisée par les voitures Fiesta Mark III et Mark IV, Ka Mark I et Puma, la fourgonnette Ford Courier était initialement basée sur la Fiesta Mark III qui avait été introduite deux ans plus tôt en 1989, mais avec un empattement plus long et une suspension arrière à barre de torsion dérivée de Renault.
Le fourgon Courier a été construit dans les usines de Dagenham, en Angleterre et à Cologne, en Allemagne et mesure 4 115 mm de long, 1 650 mm de large et 1 835 mm de haut, avec un poids à vide de 1 700 kg. D'une capacité de 590 kg, les produits concurrents étaient initialement le Fiat Fiorino et le Renault Express, et toutes les unités recevaient une boîte manuelle à cinq vitesses.
En France, le Ford Courier s'appelait Ford Courrier (avec deux «r»), probablement parce que «Courier» ressemblait au mot français «Courrier» (mail en anglais) mal orthographié.
Le moteur diesel atmosphérique de 1,8 litre de 60 ch (44 kW) atteint sa puissance maximale à 4 800 tr/min et son couple maximal est de 110 N m à 2 500 tr/min. La vitesse maximale déclarée du fourgon Courier 1,8 L D est de 135 km/h, avec une accélération non spécifiée.
À partir d'août 1995, le fourgon Courier était plutôt produit dans une version basée sur la Mark IV et a reçu le lifting de la Fiesta en 1999, ce qui signifie qu'il a été produit avec trois extrémités avant différentes, toutes avec des extrémités arrière similaires à l'aide des feux arrière du Transit de 1986-2000. En plus de la version pour marchandise à deux places, il y avait aussi une version vitrée produite avec des sièges arrière; ce modèle pour passager à cinq places était vendu sous le nom de Courier Combi.
De 1999 à 2002, un moteur turbo-diesel de 1,8 litre était disponible en option pour améliorer les performances. Cependant, le moteur TD de 1,8 L n'était offert qu'en version à faible amplification de 75 PS; la version à refroidissement intermédiaire de 90 PS (comme proposé sur la fourgonnette Escort Mark VI) n'était pas disponible dans la fourgonnette Courier.
La production de la fourgonnette Courier a pris fin en août 2002, et lui et la fourgonnette Escort ont été remplacées en septembre 2002 par le Ford Transit Connect, basé sur la Focus. Cependant, après 11 ans sans remplaçant direct, une fourgonnette basée sur la Fiesta portant le nom Transit Courier/Tourneo Courier a été révélée à Yeniköy, en Turquie, en 2013 sous Ford Otosan (coentreprise de Koc-Ford Motor Company).

#### Brésil (1998-2013)

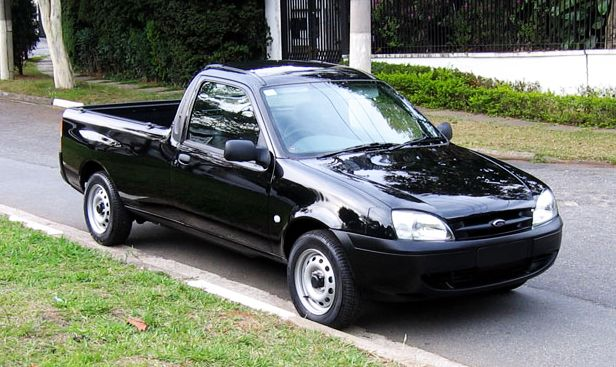
2000-2010 Ford Courier Pick-Up (Brésil)

Le nom a également été appliqué à un petit utilitaire coupé de disposition similaire produit par Ford au Brésil et exporté vers des pays tels que le Mexique. Il est basé sur le modèle de 1998 de la Ford Fiesta et Ford Ka. Bien que son traitement avant soit le même que celui du coupé utilitaire Ford Bantam "bakkie" basé sur la Fiesta et construit en Afrique du Sud, il a une benne de chargement complètement différente. La version sud-africaine avait les portes courtes de la berline cinq portes et de petits feux de position dans le style des plus grands pick-ups à cabine allongée, et la version brésilienne avait les portes plus longues de la berline trois portes et pas de fenêtre de quart.
Sa capacité de charge est de 700 kg. Jusqu'en 1999, le Courier utilisait le moteur Endura de 1,3 litre et le moteur Zetec-SE 16v de 1,4 litre. Le Courier Mk IV avec moteur Zetec-SE 16v de 1,4 L a une vitesse maximale de 170 km/h et peut accélérer de 0 à 100 km/h en 12 secondes. Depuis 2000, les deux moteurs ont été remplacés par le Zetec Rocam de 1,6 litre. Le modèle Mk V avec moteur de 1,6 L a une vitesse de pointe de 180 km/h et peut accélérer de 0 à 100 km/h en 10 secondes.
Ses dimensions sont un empattement de 2 830 mm, une longueur de 4 457 mm, une largeur de 1 793 mm et une hauteur de 1 477 mm.
Depuis 2013, l'usine de São Bernardo do Campo au Brésil a suspendu la fabrication du modèle pour les consommateurs ordinaires et les entreprises, mais Ford n'a pas confirmé que le modèle avait été définitivement retiré de la gamme. Bien que Ford n'ait pas confirmé que le Courier avait été définitivement retiré de la chaîne, la production du Courier semble avoir pris fin et il a peut-être été remplacée par le Ford Ranger (T6). Au Mexique, il a cessé d'être vendu après 2010.